# Dordschiin Narmandach
Dordschiin Narmandach (mongolisch Доржийн Нармандах; * 5. April 1982) ist eine mongolische Ringerin.
Narmandach begann im Jahr 2000 mit dem Ringen. Der internationale Durchbruch gelang ihr 2005 während der Asienmeisterschaften in Wuhan, bei denen sie in der Gewichtsklasse bis 59 Kilogramm die Bronzemedaille errang. Diesen Erfolg bestätigte sie zwei Jahre später mit der Silbermedaille bei den Asienmeisterschaften 2007.
Bei der im Herbst 2007 in Baku ausgetragenen Weltmeisterschaft belegte sie nach einer Halbfinalniederlage gegen die Deutsche Stephanie Gross den dritten Platz.
| Personendaten    | Personendaten                   |
| ---------------- | ------------------------------- |
| NAME             | Narmandach, Dordschiin          |
| ALTERNATIVNAMEN  | Нармандах, Доржийн (mongolisch) |
| KURZBESCHREIBUNG | mongolische Ringerin            |
| GEBURTSDATUM     | 5. April 1982                   |